# Masseskyderi
Masseskyderi er en voldelig forbrydelse, hvor en angriber dræber eller sårer flere personer samtidigt ved hjælp af skydevåben.
Der er ingen almindeligt accepteret definition af "masseskydning", og forskellige organisationer, der sporer sådanne hændelser, bruger forskellige definitioner. Definitioner af masseskyderier udelukker krigsførelse og udelukker nogle gange tilfælde af bandevold, væbnede røverier og familiedrab. Gerningsmanden til et igangværende masseskyderi kan betegnes som en aktiv skytte.

## Artikler om masseskyderi
- 2023, 3. oktober: Siam Paragon masseskyderiet
- 2022, 3. juli: Skyderiet i Field's 2022
- 2022, 25. juni: Masseskyderiet i Oslo i 2022
- 2022, 14. maj: Skyderiet i Buffalo
- 2020, 8. og 9. februar: Masseskyderiet i Korat 2020
- 2019, 18. marts: Skyderiet i Utrecht 2019
- 2017, 29. januar: Masseskyderi i moske i Quebec
- 2016, 22. juli: Skyderiet i München den 22. juli 2016
- 2016, 12. juni: Terrorangreb og masseskryderi i Orlando 2016
- 2012, 20. juli: Skyderierne i Aurora 2012
- 2012, 11. marts: Skyderierne i Midi-Pyrénées 2012
- 1994, 5. april: Skuddrabene på Aarhus Universitet